# Videogioco sportivo
Un videogioco sportivo è un videogioco che simula, in maniera più o meno realistica, discipline sportive sia di squadra che individuali: tra gli sport più presenti vi sono baseball, calcio, automobilismo, 
motociclismo, football americano, pallacanestro, tennis, golf, hockey, lotta e pugilato.
Uno dei primi videogiochi mai esistiti, Tennis for Two del 1958, è un videogioco sportivo, che riproduce molto sommariamente il tennis.
Il primo videogioco con licenza ufficiale di utilizzare nomi del mondo dello sport fu One on One del 1983, un gioco di pallacanestro con Julius Erving e Larry Bird.